# Харитонов, Михаил Петрович
Михаил Петрович Харитонов (28 октября 1903 — 11 октября 1953) — советский военачальник, генерал-лейтенант авиации (1946). Участник Великой Отечественной войны.

## Биография
Михаил Петрович Харитонов родился в 28 октября 1903 года.
В возрасте 18 лет добровольно поступил в военное училище КВФ.
В составе РККА с 1921 года на командно-начальствующих должностях.
Член ВКП(б) с 1936 года.
25 мая 1936 года награждён орденом Красной Звезды.
4 июля 1940 года повышен в звании до генерал-майора авиации.
В 1941 году во время Иранской операции командовал ВВС 53 Отдельной Среднеазиатской армии (53 ОСАА).
В 1941 году Михаил Петрович Харитонов был командующим военно-воздушных сил Среднеазиатского военного округа
На фронте Отечественной войны с августа 1942 года. За время пребывания в должности заместителя командующего 14-й воздушной армии проделывал исключительно большую работу по подготовке частей Армии к сентябрьским и особенно январским боевым операциям 1943 года. Непосредственно руководил боевой подготовкой частей к операциям, уделяя также особое внимание работе тылов и ремонтным органам, в результате чего была обеспечена бесперебойная работа авиаполков.
22 декабря 1942 года награждён медалью «За оборону Ленинграда».
За умело поставленное руководство в период Синявинской операции по разгрому блокады Ленинграда награждён орденом Красного Знамени 5 (22) февраля 1943 года.
3 ноября 1944 года награждён орденом Красного Знамени во второй раз.
В 1944 году Михаил Петрович Харитонов был командующим военно-воздушных сил Одесского военного округа.
9 мая 1945 года награждён медалью «За победу над Германией в Великой Отечественной войне 1941–1945 гг.»
3 января 1946 года повышен в звании до генерал-лейтенанта авиации.
6 мая 1946 года награждён орденом Ленина.
17 мая 1951 года награждён орденом Красного Знамени в третий раз.
Умер 11 октября 1953 года. Похоронен в Ростове-на-Дону на Братском Кладбище.

## Награды
- Орден Красного Знамени (5.02.1943)
- Орден Красного Знамени (03.11.1944)
- Орден Красного Знамени (17.05.1951)
- Орден Ленина (06.1946)
- Орден Красной Звезды (25.05.1936)
- Медаль «За оборону Ленинграда» (22.12.1942)
- Медаль «За победу над Германией в Великой Отечественной войне 1941–1945 гг.» (09.05.1945)